# Brasão de armas de Timor-Leste
O escudo nacional de Timor-Leste foi aprovado em 18 de Janeiro de 2007. O emblema é delimitado por duas circunferências concêntricas de cor vermelha, aonde figura a denominação oficial do estado em português: República Democrática de Timor-Leste.

## Descrição heráldica
No interior do escudo está representado o Monte Ramelau, representado sobre a forma de uma pirâmide assente numa base com três ângulos em preto separada de um rebordo de cor vermelha por uma linha dourada.
Dentro da insígnia, na ponta superior figura uma estrela branca de cinco pontas que irradiam outros tantos raios de sol da mesma cor. Debaixo dos raios está representado um livro aberto vermelho de contornos dourados que se apoia numa base da cor dos contornos.
À direita da arma encontra-se uma espiga e duas folhas de arroz (hare fulin) e à esquerda uma maçaroca de milho e duas folhas ambas em dourado.
Pode ainda observar-se uma arma Kalashnikov AK-47 Galaxi ao lado de uma flecha (rama inan) de cor dourada sobre um arco da mesma cor.
Abaixo da insígnia alusiva ao Monte Ramelau aparece escrito numa faixa de cor branca o lema em tons de encarnado que diz: “Unidade, Acção e Progresso” que segundo a Assembleia Nacional representam os valores básicos em que deve basear-se a convivência do seu povo.

## Norma legal
A feitura heráldica, institucionalização e usos do símbolo é regulamentado pela Lei dos Símbolos Nacionais de Timor-Leste.

## Brasões históricos

Brasão de armas de Timor português, de 8 de maio de 1935 a 11 de junho de 1951.
Brasão de armas de Timor português, de 11 de junho de 1951 a 20 de maio de 2002.
Brasão de armas simplificado, de 8 de maio de 1935 a 20 de maio de 2002
Emblema durante a Administração das Nações Unidas  (1999-2002)
Brasão de armas de Timor (2002-2007), atualmente utilizado pelas Forças de Defesa do país.